# Cephalops albivillosus
Cephalops albivillosus är en tvåvingeart som först beskrevs av Hardy 1949.  Cephalops albivillosus ingår i släktet Cephalops och familjen ögonflugor.
Artens utbredningsområde är Nigeria. Inga underarter finns listade i Catalogue of Life.